# Love Dramatic
«Love Dramatic feat. Rikka Ihara» (ラブ・ドラマティック feat. 伊原六花 Rabu Doramatikku fīto. Ihara Rikka?) es el sencillo número 39 de Masayuki Suzuki lanzado el 27 de febrero de 2019. La canción fue utilizada como tema de apertura de la primera temporada de la adaptación al anime del manga Kaguya-sama: Love Is War.

## Antecedentes
Fue el primer sencillo del cantante en tres años desde que se lanzó «Nakitai yo» en 2016, y la primera canción de Suzuki que se usó en una serie de anime al ser utilizada como tema de apertura de la adaptación al anime del manga serie Kaguya-sama: Love Is War. Akimitsu Homma y la vocalista invitada Rikka Ihara participaron en la canción. La canción de acoplamiento «Kaeritaku Natta yo» es una versión de un lanzado por Ikimonogakari en 2008.

## Lanzamiento
Desde el 27 de febrero de 2019, Epic Records Japan lanzó el sencillo en dos formas: una edición de edición limitada y una edición regular con descargas digitales y especificaciones de digipak con diseños de anime recién dibujados. La descarga digital se entregó previamente a partir del 16 de febrero.
En el sitio del servicio de distribución de música mora, después de la entrega previa del 16 de febrero, en la clasificación diaria el 16 y 17 de febrero la canción ocupó el primer puesto, y en la clasificación semanal general el 18 de febrero también fue primer lugar, además se posicionó en sexto lugar en la clasificación anual de descargas de 2019 categoría de canción de anime. También en Billboard Japan Download Songs el 25 de febrero ocupó el quinto lugar por primera vez a pesar de que la canción apareció en el conteo dos días antes de darse a conocer la lista.